# Sicalis auriventris
Sicalis auriventris là một loài chim trong họ Thraupidae.